# Holt Castle
Holt Castle (walisisk: Castell Holt) er ruinen af en borg fra middelalderen i byen Holt, Wrexham County Borough, Wales. Den blev påbegyndt i sidste halvdel af 1200-tallet af Edvard 1. under de walisiske krige. Den blev opført i det grænseområdet mellem Wales og England på bredden af floden Dee.
I middelalderen havde borgen fem tårne, og blev kendt som Castrum Leonis eller Castle Lyons da den havde en løve som motiv hugget i stenene over hovedporten. I 1647 beordrede parlamentet at borgen skulle ødelægger, og i løbet af anden halvdel af 1600-tallet blev stort set alle stenene fjerne og brugt andetsteds. I dag står kun sandstenfundamentet og en lille smule af murværket.